# Car Trim
Car Trim ist ein deutscher Automobilzulieferer mit Sitz in Plauen. Das Unternehmen wurde Ende April 2016 von der Prevent-Gruppe übernommen.
Car Trim besitzt Standorte in Plauen, Wolfsburg, Kraslice, Nymburk, Weida, Oberlungwitz, Stendal sowie Žepče und produziert Leder, Sitze und Sitzbezüge aus Textil oder Leder für verschiedene Mittel- und Oberklassefahrzeuge. Von den 1.800 Mitarbeitern arbeiten 1400 im bosnischen Žepče, wo 2014 unter der Leitung von Thorsten Vogt, dem damaligen Direktor und Geschäftsführer der Car Trim Plauen, ein neues Werk eröffnet wurde.
Im August 2016 war das Unternehmen Akteur in einem Streit zwischen der Prevent-Gruppe und der Volkswagen AG. Weil VW einen Auftrag über 500 Millionen Euro kurzfristig gekündigt hätte, verlangte Car Trim 56 Millionen Euro Schadensersatz und stellte die Lieferung von Sitzbezügen an die VW-Tochter Sitech ein.
In der Folge kam es zu Produktionsausfällen bei VW.